# Mitake

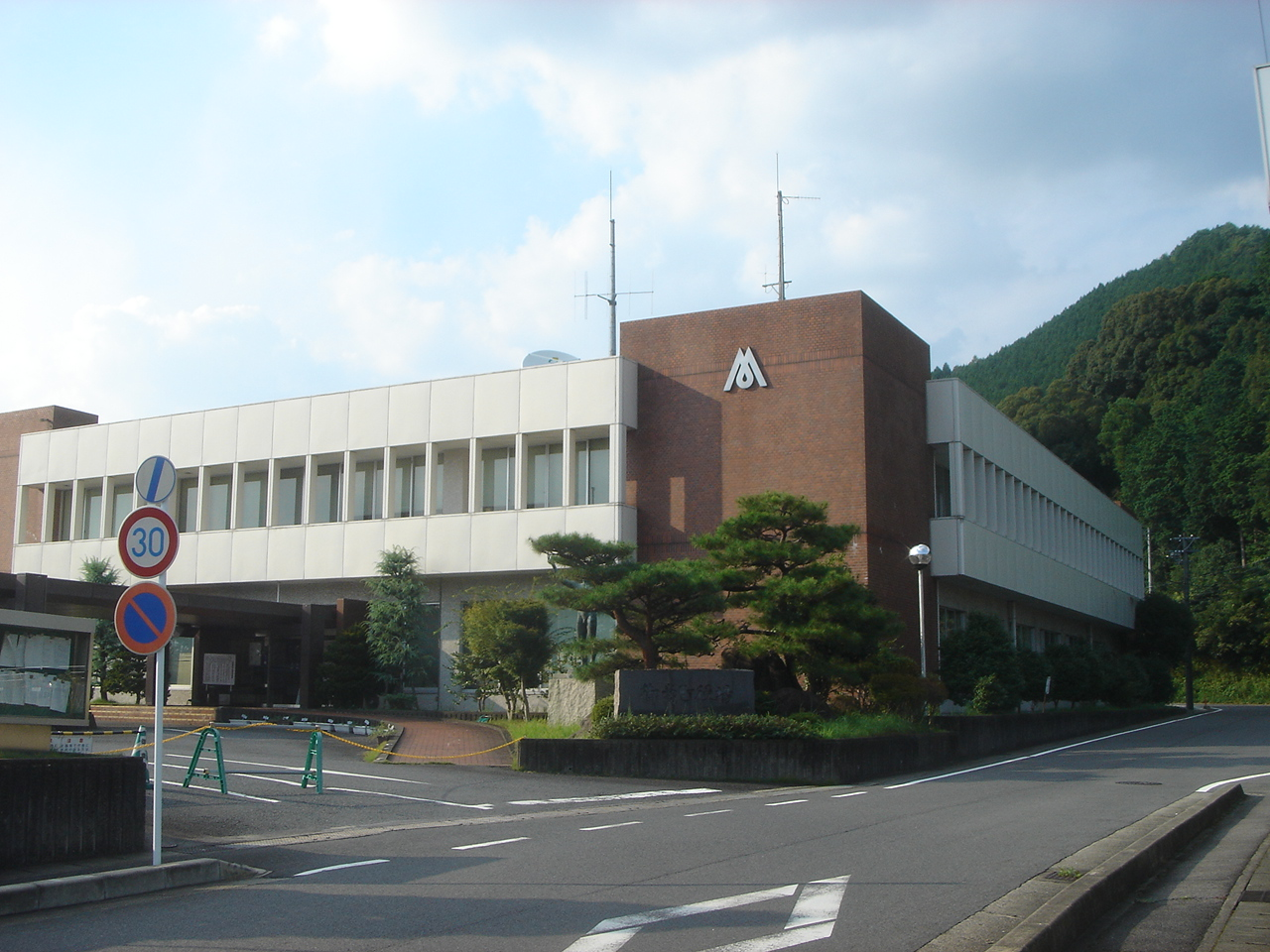
L'hôtel de ville de Mitake.

Mitake (御嵩町, Mitake-chō) est un bourg japonais situé dans le district de Kani, dans la préfecture de Gifu.

## Géographie

### Démographie
En août 2010, la population de Mitake était estimée à 18 767 habitants répartis sur une superficie de 56,61 km2 (densité 332 hab./km2).